# Banksia
Banksia és un gènere d'angiospermes de la família de les proteàcies (Proteaceae). Inclou unes 170 espècies originàries d'Austràlia i que sovint es fa servir com plantes ornamentals.
Són característiques les seves espigues de flors i fruits en forma de pinya. Segons les espècies adopten les formes llenyoses prostrades o d'arbres de fins a 30 m d'alt. Es troben en diversos ambients des dels semiàrids als boscos plujosos, però no en els deserts australians.
Produeixen molt de nèctar, que aprofiten des de petits mamífers a ocells i insectes.

## Descripció

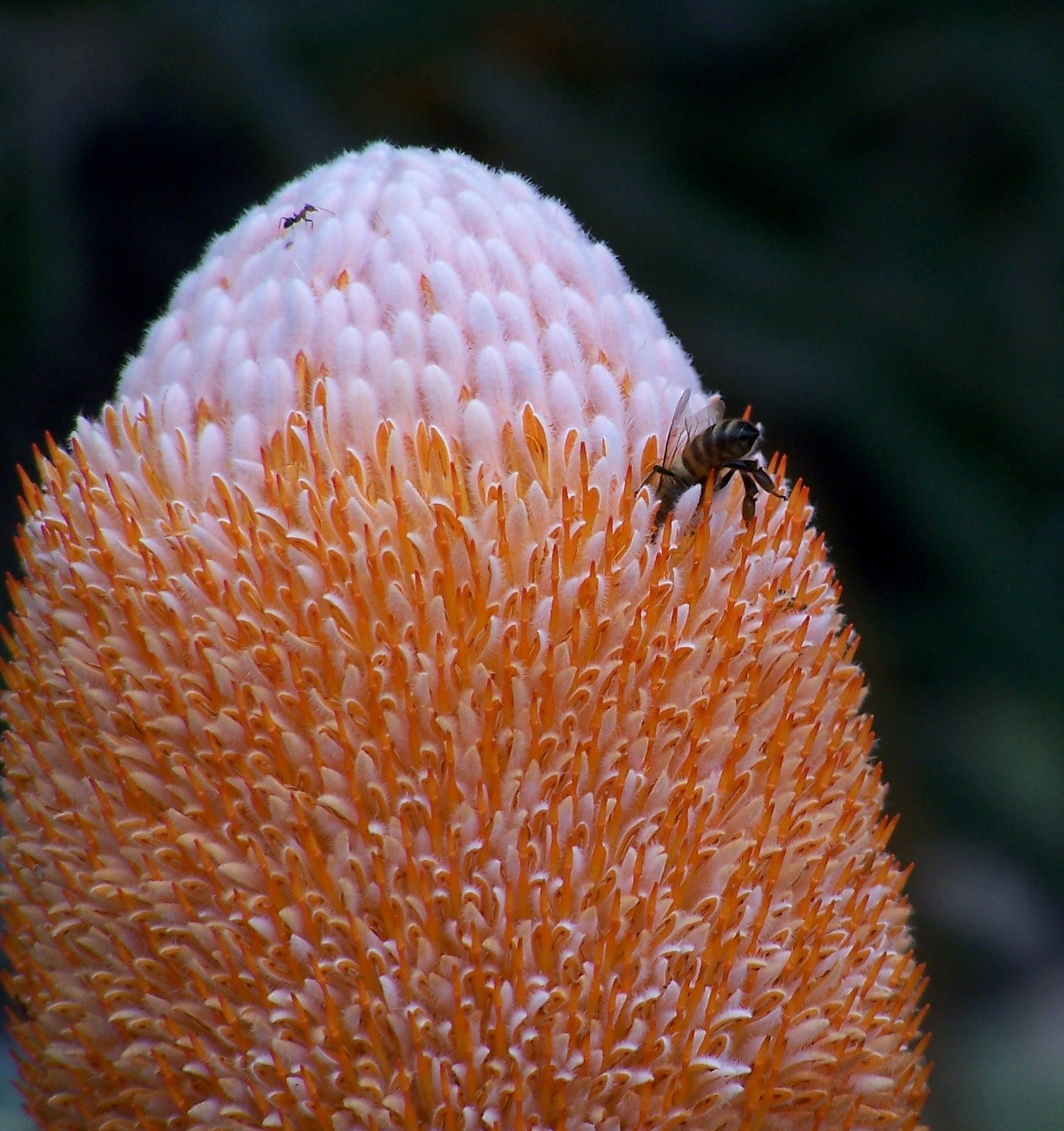
Banksia prionotes: inflorescència, Reabold Hill, Bold Park, Floreat, WA

En el gènere Banksia hi ha grans arbres com B. integrifolia (Banksia de la costa) i B. seminuda (Banksia del riu), que sovint fan 15 m d'alt i de vegades 30 m. Les Banksia que creixen en forma d'arbust normalment són erectes, però n'hi ha de prostrades amb branques que creixen per sobre o per sota del sòl.
Les fulles en són variades des d'1–1½ centímetres de llarg en B. ericifolia fins a les fulles molt grosses de B. grandis, que fan 45 cm de llarg. Moltes de les fulles són serrades, però no ho són en B. integrifolia. Es disposen normalment en espirals irregulars, però altres ho estan en verticils. Moltes espècies tenen fulles diferents quan són juvenils respecte a les fulles adultes.
La característica més prominent n'és les espigues de flors, una inflorescència allargada amb un eix llenyós cobert de flors enganxades en angles rectes. No totes les espècies de Banksia tenen grans espigues de flors, en realitat només la meitat de les espècies en tenen, per exemple el subgènere Isostylis té l'espiga reduïda a un capítol.
Les flors de Banksia normalment tenen color groc, però també n'hi ha de colors taronja, vermell, rosa i fins i tot viola.

## Taxonomia i espècies
Va ser Linnaeus el Jove ( L.f.) qui va donar nom al gènere Banksia en la seva publicació de 1782 Supplementum Plantarum; ho va fer en honor del botànic anglès sir Joseph Banks, que en collí els primers espècimens el 1770, durant la primera expedició de James Cook.
A continuació hi ha una llista d'espècies de Banksia per ordre alfabètic, a data de 2007. Aquesta llista inclou totes les espècies reconegudes pel Australian Plant Name Index, i també conté totes les espècies transferides al gènere Banksia a partir del gènere Dryandra per Austin Mast i Kevin Thiele l'any 2007.
1. B. acanthopoda
2. B. aculeata
3. B. acuminata
4. B. aemula
5. B. alliacea
6. B. anatona
7. B. aquilonia
8. B. arborea
9. B. archaeocarpa (fòssil)
10. B. arctotidis
11. B. armata
12. B. ashbyi
13. B. attenuata
14. B. audax
15. B. aurantia
16. B. baueri
17. B. baxteri
18. B. bella
19. B. benthamiana
20. B. bipinnatifida
21. B. biterax
22. B. blechnifolia
23. B. borealis
24. B. brownii
25. B. brunnea
26. B. burdettii
27. B. caleyi
28. B. calophylla
29. B. candolleana
30. B. canei
31. B. carlinoides
32. B. catoglypta
33. B. chamaephyton
34. B. cirsioides
35. B. coccinea
36. B. columnaris
37. B. comosa
38. B. concinna
39. B. conferta
40. B. corvijuga
41. B. croajingolensis
42. B. cuneata
43. B. cynaroides
44. B. cypholoba
45. B. dallanneyi
46. B. densa
47. B. dentata
48. B. drummondii
49. B. dryandroides
50. B. echinata
51. B. elderiana
52. B. elegans
53. B. epica
54. B. epimicta
55. B. ericifolia
56. B. erythrocephala
57. B. falcata
58. B. fasciculata
59. B. fililoba
60. B. foliolata
61. B. foliosissima
62. B. formosa
63. B. fraseri
64. B. fuscobractea
65. B. gardneri
66. B. glaucifolia
67. B. goodii
68. B. grandis
69. B. grossa
70. B. heliantha
71. B. hewardiana
72. B. hirta
73. B. hookeriana
74. B. horrida
75. B. idiogenes
76. B. ilicifolia
77. B. incana
78. B. insulanemorecincta
79. B. integrifolia
80. B. ionthocarpa
81. B. kingii (fòssil)
82. B. kippistiana
83. B. laevigata
84. B. lanata
85. B. laricina
86. B. lemanniana
87. B. lepidorhiza
88. B. leptophylla
89. B. lindleyana
90. B. littoralis
91. B. longicarpa (fòssil)
92. B. lullfitzii
93. B. marginata
94. B. media
95. B. meganotia
96. B. meisneri
97. B. menziesii
98. B. micrantha
99. B. mimica
100. B. montana
101. B. mucronulata
102. B. nana
103. B. nivea
104. B. nobilis
105. B. novae-zelandiae (fòssil)
106. B. nutans
107. B. oblongifolia
108. B. obovata
109. B. obtusa
110. B. occidentalis
111. B. octotriginta
112. B. oligantha
113. B. oreophila
114. B. ornata
115. B. paleocrypta
116. B. pallida
117. B. paludosa
118. B. pellaeifolia
119. B. petiolaris
120. B. pilostylis
121. B. plagiocarpa
122. B. platycarpa
123. B. plumosa
124. B. polycephala
125. B. porrecta
126. B. praemorsa
127. B. prionophylla
128. B. prionotes
129. B. prolata
130. B. proteoides
131. B. pseudoplumosa
132. B. pteridifolia
133. B. pulchella
134. B. purdieana
135. B. quercifolia
136. B. repens
137. B. robur
138. B. rosserae
139. B. rufa
140. B. rufistylis
141. B. saxicola
142. B. scabrella
143. B. sceptrum
144. B. sclerophylla
145. B. seminuda
146. B. seneciifolia
147. B. serra
148. B. serrata
149. B. serratuloides
150. B. sessilis
151. B. shanklandiorum
152. B. shuttleworthiana
153. B. solandri
154. B. speciosa
155. B. sphaerocarpa
156. B. spinulosa
157. B. splendida
158. B. squarrosa
159. B. stenoprion
160. B. strahanensis (fòssil)
161. B. strictifolia
162. B. stuposa
163. B. subpinnatifida
164. B. subulata
165. B. telmatiaea
166. B. tenuis
167. B. tortifolia
168. B. tricuspis
169. B. tridentata
170. B. trifontinalis
171. B. undata
172. B. verticillata
173. B. vestita
174. B. victoriae
175. B. vincentia
176. B. violacea
177. B. viscida
178. B. wonganensis
179. B. xylothemelia

## Distributció i hàbitat

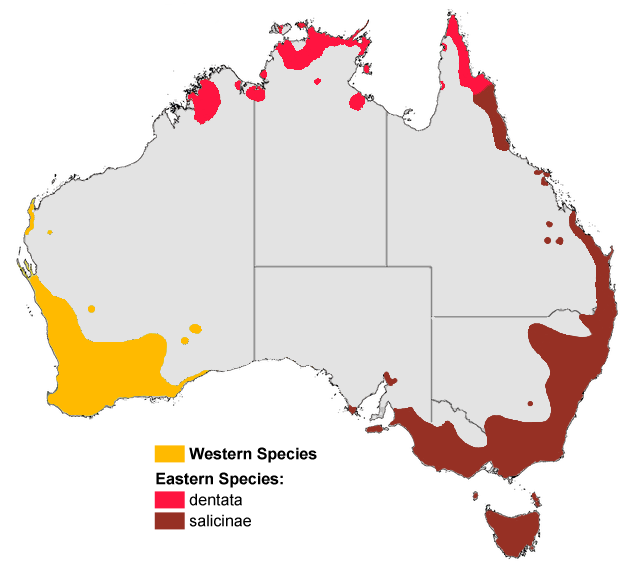
Distribució de Banksia dins Austràlia

Totes excepte una de les espècies de Banksia són endemismes d'Austràlia. L'excepció n'és B. dentata, que, a més del nord d'Austràlia, també es troba a Nova Guinea i Illes Aru.
La gran majoria d'espècies de Banksia es troben en terres sorrenques o amb grava, altres com B. marginata i B. spinulosa poden aparèixer també en terres més argiloses i en el cas de B. seminuda prefereix per excepció els sòls llimosos a la vora dels cursos d'aigua.

## Ecologia

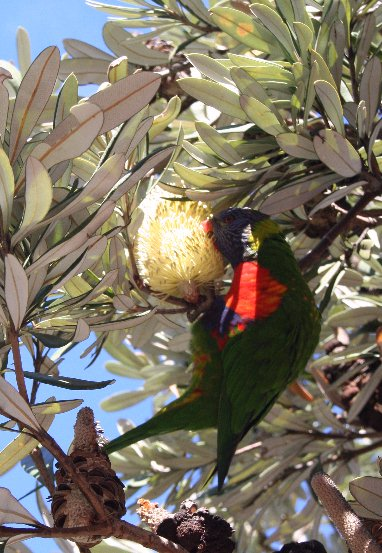
Trichoglossus haematodus sobre Banksia integrifolia var. integrifolia a Waverley

Les espècies del gènere Banksia són grans productores de nèctar, important font d'aliment d'insectes, ocells i petits mamífers com rosegadors, antechinus, possums i ratpenats. Molts d'aquests animals pol·linitzen les Banksia. Segons diversos estudis, els ocells i mamífers les pol·linitzen. Segons va observar Carpenter el 1978 diverses espècies de Banksia fan l'olor més forta de nit, segurament per atreure els mamífers pol·linitzadors.

### Resposta al foc

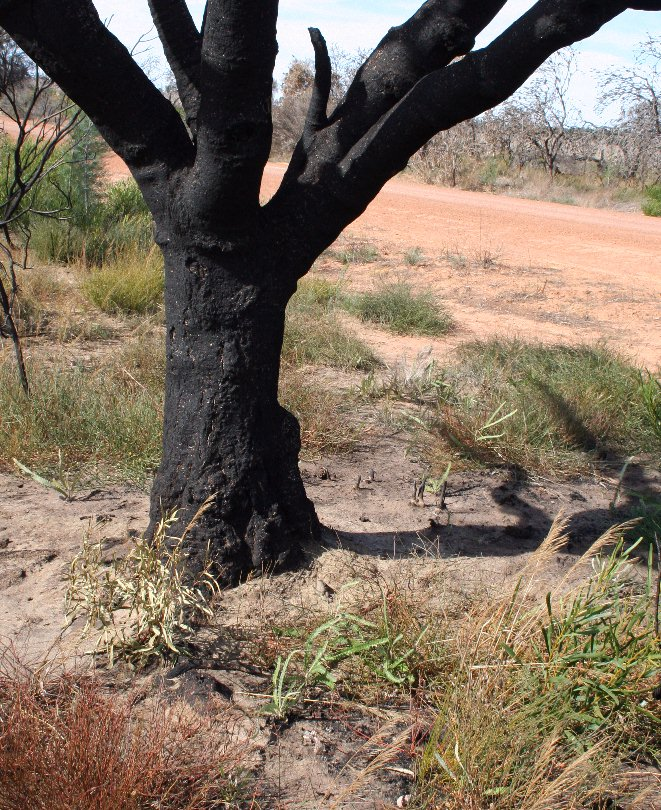
Plàntules de Banksia prionotes després de l'incendi a la Reserva Burma Road Nature, WA

Les plantes de Banksia estan adaptades de manera natural als incendis, cap a la meitat de les espècies d'aquest gènere es cremen i moren, però ràpidament es regeneren per les llavors, el foc estimula l'obertura dels fol·licles on hi ha les llavors i la germinació en el sòl. Les espècies de Banksia sobreviuen al foc a causa de la gruixuda escorça que tenen o per tenir arrels en forma de lignotúbers que emeten nous brots després del foc. Amb tot, si els incendis són molt freqüents les plantes de Banksia són eliminades.

## Ús pels aborígens
Els aborígens australians del sud-oest d'Austràlia xuclaven les flors de Baksia per obtenir-ne el nèctar i amb les espigues posades en aigua en feien una beguda dolça. També dels arbres de Banksia en treien larves que es menjaven.